# Sjostedtiella
Sjostedtiella is een geslacht van insecten uit de orde vliesvleugeligen (Hymenoptera) en de familie Ichneumonidae.

## Soorten
- S. angustifrons Benoit, 1953
- S. bicoloriceps Benoit, 1953
- S. claripennis Seyrig, 1932
- S. erythrostoma Morley, 1926
- S. fumipennis Seyrig, 1932
- S. griseipennis Seyrig, 1934
- S. impressa Benoit, 1953
- S. montana Seyrig, 1934
- S. musaia Benoit, 1952
- S. nigripectus (Brulle, 1846)
- S. nimbipennis Seyrig, 1932
- S. pictipennis Seyrig, 1932
- S. plicata Morley, 1914
- S. pulchella Szepligeti, 1908
- S. rubrithorax Benoit, 1952
- S. rufescens (Tosquinet, 1896)
- S. schoutedeni Benoit, 1953
- S. unirufa Morley, 1926
- S. versicolor Benoit, 1953
- S. vitripennis Seyrig, 1934
- S. vittinota Morley, 1926